# Parafia Świętej Trójcy w Rudnej
Parafia Świętej Trójcy w Rudnej – parafia rzymskokatolicka w dekanacie polkowickim w diecezji Legnickiej.  Jej proboszczem jest ks. Jan Pazgan. Kościół parafialny mieści się przy Placu Kościelnym w Rudnej.